# Follow My Tracks
『Follow My Tracks』（フォロー・マイ・トラックス）は、やなぎなぎの3枚目のオリジナルアルバム。2016年4月20日にNBCユニバーサル・エンターテイメントジャパンから発売された。

## リリース
自身3枚目となるオリジナルアルバム。
販売形態はBlu-ray付初回限定盤（GNCA-1477）・DVD付初回限定盤（GNCA-1478）・通常盤（GNCA-1479）の3種リリースで、初回限定盤には「ユキトキ」、「Sweet Track」、「三つ葉の結びめ」、「ビードロ模様」、「春擬き」の別アレンジバージョンを収録したCD、「color palette ~2015 Silver＋Gold~」を収録したBlu-ray・DVDが同梱されている。

## 収録内容

### CD DISC1
1. Follow My Tracks [3:08]
  - 作詞・作曲・編曲：やなぎなぎ
2. 春擬き [4:31]
  - 作詞：やなぎなぎ、作曲・編曲：北川勝利
  - テレビアニメ『やはり俺の青春ラブコメはまちがっている。続』オープニングテーマ
3. キャメルバックの街 [5:09]
  - 作詞：やなぎなぎ、作曲・編曲：コレサワ
4. rooter's song [3:42]
  - 作詞・作曲：やなぎなぎ、編曲：流歌
5. パラレルエレベーター [3:34]
  - 作詞：やなぎなぎ、作曲・編曲：谷口尚久
6. モノクローム・サイレントシティ [3:33]
  - 作詞・作曲・編曲：やなぎなぎ
7. オラリオン [4:10]
  - 作詞：やなぎなぎ、作曲・編曲：藤間仁（Elements Garden）
  - テレビアニメ『終わりのセラフ　名古屋決戦編』オープニングテーマ
8. 夜天幕 [4:54]
  - 作詞：やなぎなぎ、作曲：nishi-ken、編曲：nishi-ken、高田翼
9. ワンルームトラベル [3:37]
  - 作詞・作曲・編曲：40mP
10. カザキリ [3:47]
  - 作詞：やなぎなぎ、作曲：饗庭純、編曲：出羽良彰
  - テレビアニメ『ノルン+ノネット』オープニングテーマ
11. 未来ペンシル [4:57]
  - 作詞：やなぎなぎ、作曲・編曲：斎藤真也
12. ターミナル [6:26]
  - 作詞：やなぎなぎ、作曲・編曲：北川勝利
  - 日本テレビ系 『バズリズム』4月オープニングテーマ
13. どこにも行かない [4:12]
  - 作詞・作曲・編曲：やなぎなぎ

### CD DISC2（初回限定盤のみ）
1. ユキトキ [4:35]
  - 作詞：やなぎなぎ、作曲・編曲：北川勝利
  - テレビアニメ『やはり俺の青春ラブコメはまちがっている。』オープニングテーマ
2. Sweet Track [4:52]
  - 作詞：やなぎなぎ、作曲：楠野功太郎、編曲：大西省吾
  - 日本テレビ系 『スッキリ!!』12月度テーマソング
3. 三つ葉の結びめ [5:03]
  - 作詞：やなぎなぎ、作曲・編曲：出羽良彰
  - テレビアニメ『凪のあすから』エンディングテーマ
4. ビードロ模様 [4:45]
  - 作詞：やなぎなぎ、作曲：中沢伴行、編曲：中沢伴行・尾崎武士
  - テレビアニメ『あの夏で待ってる』エンディングテーマ
5. 春擬き [5:05]
  - 作詞：やなぎなぎ、作曲・編曲：北川勝利
  - テレビアニメ『やはり俺の青春ラブコメはまちがっている。』オープニングテーマ

### Blu-ray / DVD（初回限定盤のみ）
1. やなぎなぎワンマンライブ「color palette ~2015 Silver＋Gold~」 @東京 グローブ座

## 演奏
Disc 1
- やなぎなぎ
  - Vocal
  - Programming & All Other Instruments (#1.6)
  - Chorus, Clap (#4)
  - Toy Xylophone, Whistle (#5)
- 北川勝利：Programming & All Other Instruments (#2)
- 山本真央樹：Drums (#2.12)
- 沖井礼二：Bass (#2)
- 堀崎翔：Guitar (#2)
- 末永華子：Piano (#2.12)
- 牧野洋司：Strings Programming (#2)
- acane_madder
  - Synthesizer Programming (#2)
  - Programming (#12)
- コレサワ：Acoustic Guitar (#3)
- ひぐちけい：Electric Guitar (#3)
- ヒグチアイ：Piano (#3)
- なかむらしょーこ：Bass (#3)
- U：Drums (#3)
- Luca：Chorus, Clap, Programming & All Other Instruments (#4)
- 平野晋介：Keyboards, Chorus, Clap (#4)
- 谷口尚久：Programming & All Other Instruments (#5)
- 深水チエ：Piano (#6)
- 藤間仁：Guitar, Programming & All Other Instruments (#7)
- 須長和広：Bass (#7)
- 室屋光一郎ストリングス：Strings (#7.10.11)
- nishi-ken、高田翼：Programming & All Other Instruments (#8)
- 40mP：Programming & All Other Instruments (#9)
- mao (オメでたい頭でなにより)：Bass (#9)
- [TEST]：Guitar (#9)
- 出羽良彰：All Other Instruments (#10)
- 齋藤真也：Programming & All Other Instruments (#11)
- かどしゅんたろう：Drums (#11)
- 黒須克彦：Bass (#11)
- 海老澤祐也：Guitar (#11)
- 渡邉加奈：Flute (#11)
- site：Programming (#12)
- 千ヶ崎学：Bass (#12)
- 松江潤：Guitar (#12)
- rionos：Strings Programming (#12)
- 石井マサユキ：Acoustic Guitar (#13)

## チャート
| チャート（2016年） | 最高位 |
| ------------------ | ------ |
| オリコン週間       | 7      |